# Inkognito iz Peterburga
Incognito în Saint Petersburg (titlu original: în rusă Инкогнито из Петербурга, transliterat: Inkognito iz Peterburga) este un film sovietic din 1977 regizat de Leonid Gaidai. Rolurile principale au fost interpretate de actorii Anatoli Papanov, Serghei Mighițko și Nonna Mordiukova. Este o adaptare a piesei de teatru Revizorul de Nikolai Gogol.

## Distribuție
- Serghei Mighițko - Ivan Alexandrovici Hlestakov, un oficial de rang minor de la St. Petersburg (voce Aleks Zolotnițki)
- Anatoli Papanov - Anton Antonovici Skvoznik-Dmuhanovski, primar
- Nonna Mordiukova - Anna Andreevna, soția lui
- Olga Anohin - Maria Antonovna, fiica lor
- Anatoli Kuznețov - Ammos Fiodorovici Leapkin-Teapkin, judecător de provincie
- Veaceslav Nevinnîi - Artemi Filippovici Zemlianika, curator instituții caritabile
- Valeri Nosik - Luka Lukici Hlopov, supraveghetor școlar
- Leonid Kuravlev - Ivan Kuzmici Șpekin, diriginte poștă
- Leonid Haritonov - Piotr Ivanovici Dobcinski, proprietar de pământuri
- Oleg Anofriev - Piotr Ivanovici Bobcinski, proprietar de pământuri
- Serghei Filippov - Osip, servitorul lui Hlestakov
- Aleksandr Șirvindt - Hristian Ivanovici Ghibner, medic de provincie
- Stanislav Cekan - Ivan Karpovici Uhovertov, executor judecătoresc

## Lansare
A fost lansat în anul 1978 și a avut parte de un succes comercial, fiind vizionat de 4,6 milioane de spectatori în cinematografele din Uniunea Sovietică.